# 정정옹주묘
정정옹주묘(貞靜翁主墓)는 대한민국 경기도 안산시 향토유적 제14호로 지정된 정정옹주의 묘이다. 안산시 부곡동 산 50-40에 있다. 정정옹주는 선조의 후궁 정빈 홍씨의 소생으로 선조 37년 정정옹주로 봉해졌다.

## 개요
정정옹주는 경창군의 친누나이며, 광해군과 정원군(인조의 아버지) 등의 이복 동생이자 영창대군에게는 이복 누나가 된다. 남편과 함께 인목대비 폐위반대를 하였고, 광해군 치하에 유적이 정의롭게 처신하여 칭송을 받았다.

## 같이 보기
- 정정옹주